# Villa de Freitas

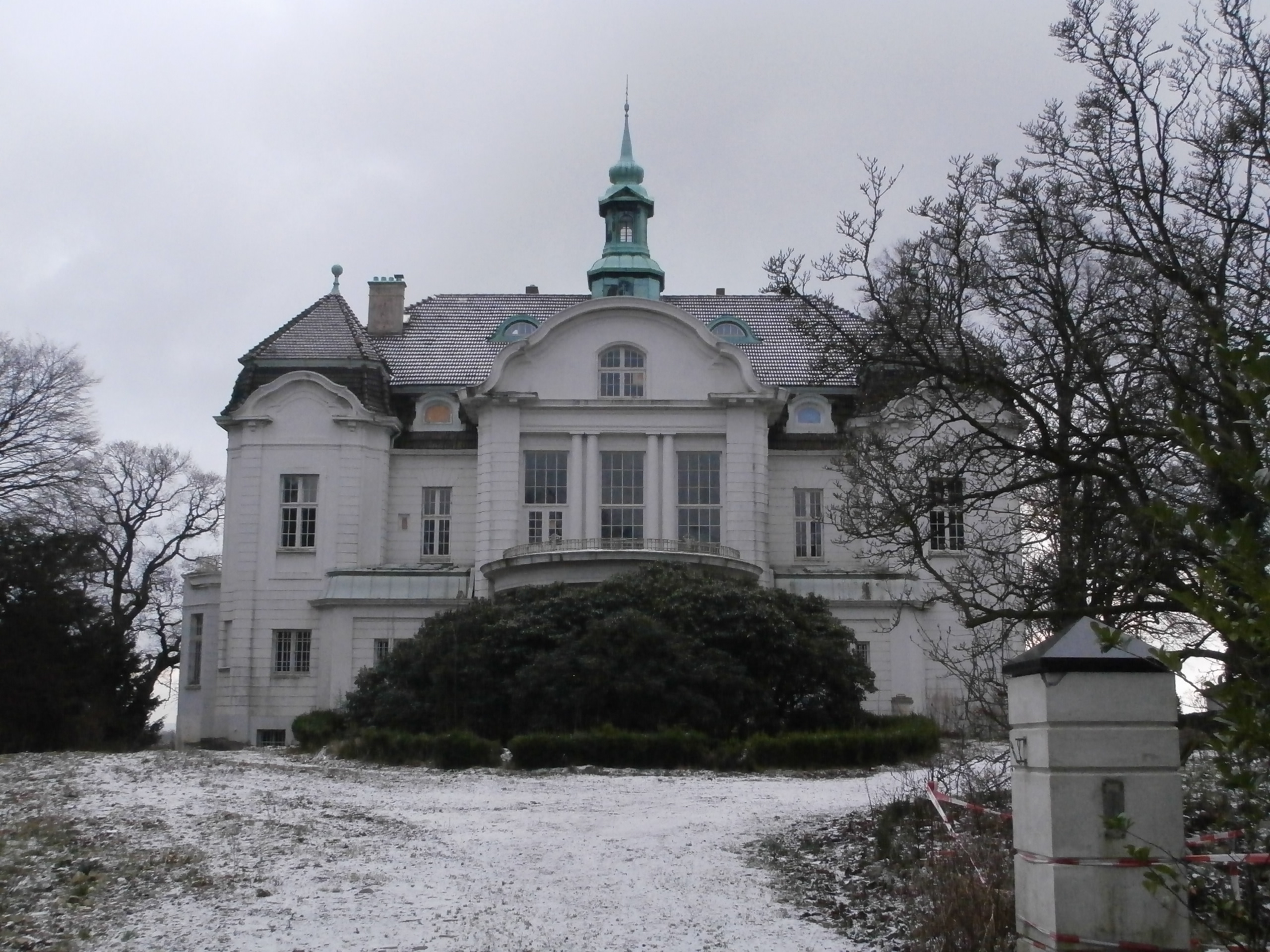
Villa de Freitas (2013, vor der Sanierung)

Die Villa de Freitas ist eine Villa in Hamburg-Othmarschen, Elbchaussee 239. Seit dem 26. April 2011 steht sie unter Denkmalschutz.

## Geschichte
Im August 1903 erwarb der Kaufmann und Reeder Carlos Pedro de Freitas (1866–1909) den Besitz in Othmarschen von den Erben des Anfang desselben Jahres verstorbenen Johannes Eduard Freiherr von Mutzenbecher. Dieser Besitz bestand aus zwei Grundstücken, dem 27.801 m² großen auf der Elbseite der Elbchaussee und einem auf der Nordseite liegenden mit einer Fläche von 9.024 m². Die auf der Elbseite stehende Villa ließ de Freitas sofort abreißen. Dann erfolgte der Bau des gegenwärtigen Hauses am selben Platz nach den Plänen der Architekten Lundt & Kallmorgen. Westlich vom Haus standen Wirtschaftsgebäude, eine Remise und zwei Treibhäuser. Schon im März 1904 konnte die Familie de Freitas in den Neubau einziehen.

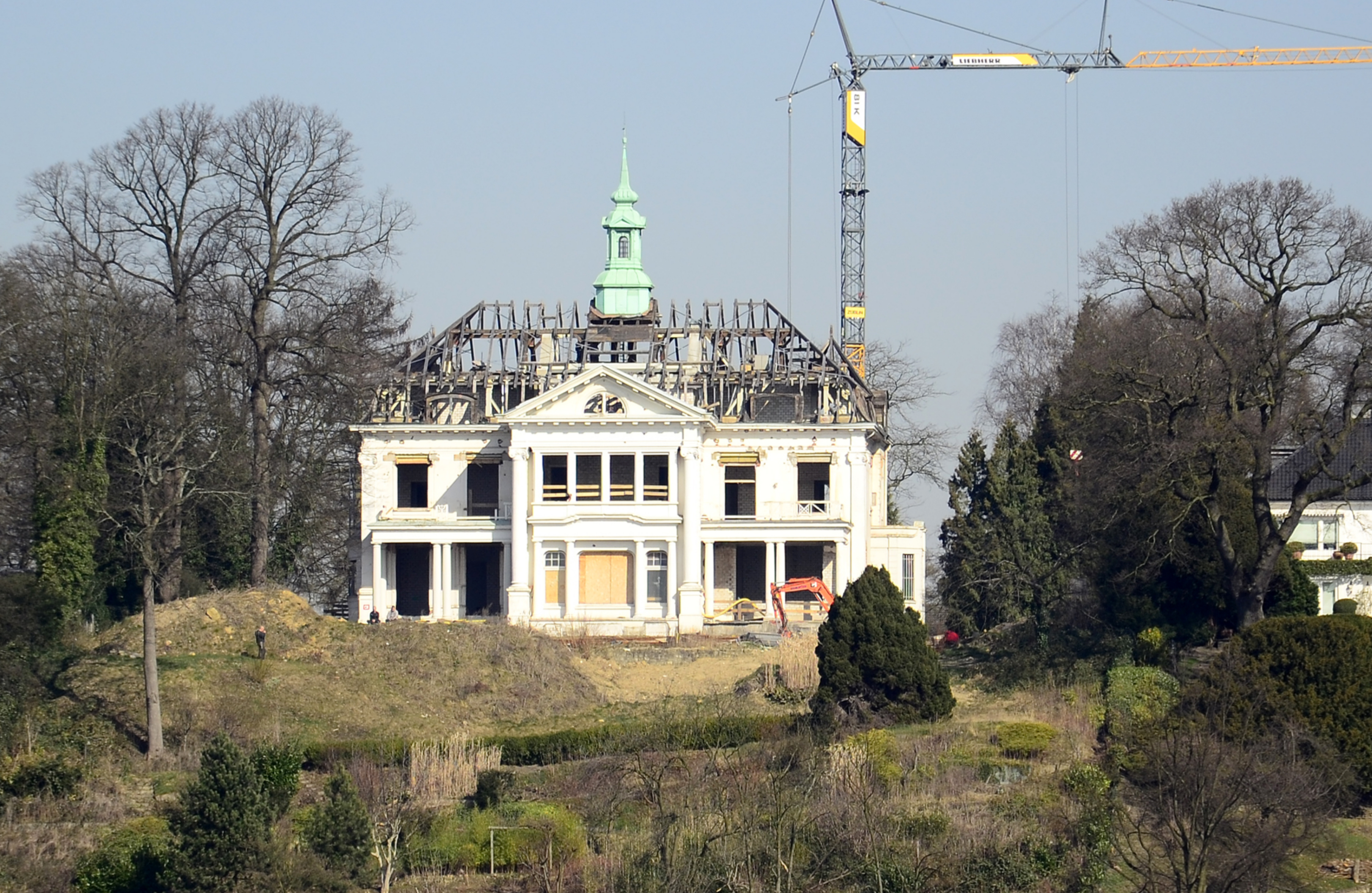
Villa de Freitas bei Sanierungsarbeiten im März 2015

Carlos Pedro de Freitas versuchte in den folgenden Jahren vergeblich, die Reederei und das Außenhandelsgeschäft A. C. de Freitas & Co., das er Anfang 1903 von seinem Vater Augusto Rudolpho Frederico de Freitas (1835–1913) übernommen hatte, mit neuen Initiativen und Investitionen zu erweitern. Nach seinem frühen Tod in St. Moritz im Januar 1909 wurde deutlich, dass das Geschäft zu hoch verschuldet war, um es noch retten zu können. Als Erbin von Geschäft und Vermögen sah sich die Witwe Helene de Freitas im Dezember 1910 gezwungen, das große Haus an das Ehepaar Paul Wichmann zu verkaufen.
Wichmanns verkauften den Besitz später, und nach weiteren Wechseln der Eigentümer erfolgte um 1927 die Aufteilung des Einfamilienhauses in mehrere Wohnungen. Die Villa wurde 2011 für 20 Millionen Euro an den Hamburger Investor Harm Müller-Spreer verkauft und im Anschluss für weitere 10 Millionen Euro saniert, um es für den Eigenbedarf selbst zu nutzen. Zuvor stand die Villa mehrere Jahre leer.